# Orges, Haute-Marne
Orges är en kommun i departementet Haute-Marne i regionen Grand Est (tidigare regionen Champagne-Ardenne) i nordöstra Frankrike. Kommunen ligger i kantonen Châteauvillain som tillhör arrondissementet Chaumont. År 2022 hade Orges 351 invånare.

## Befolkningsutveckling
Antalet invånare i kommunen Orges
| Referens: INSEE |